# Gardenstown
Gardenstown, ehemals Gamrie, ist eine schottische Ortschaft in der Council Area Aberdeenshire. Sie liegt in der traditionellen Grafschaft Banffshire etwa zwölf Kilometer östlich von Banff an der steilen Küste des Moray Firth an der Gamrie Bay.

## Geschichte
Nahe dem heutigen Gardenstown wurde vermutlich im Jahre 1004 die St John’s Church errichtet. Die heutige Gamrie Parish Church entstand 1830.
Die Familie Garden erwarb 1654 das nordöstlich von Gardenstown gelegene Anwesen Troup. Alexander Garden of Troup, Vater der Politiker Alexander Garden und Francis Garden, Lord Gardenstone, ließ im Jahre 1720 Gardenstown als Plansiedlung errichten. Gegen Ende des 19. Jahrhunderts wurde die Villa Troup House errichtet. Gardenstown entwickelte sich mit der Seefischerei. So gab es in Gardenstown im Jahre 1881 insgesamt 98 Fischerboote, auf denen 155 Einwohner arbeiteten.
Zwischen 1841 und 1881 stieg die Einwohnerzahl sukzessive von 348 auf 871 an. 1961 wurden dort noch 906 Einwohner gezählt. Seitdem war die Einwohnerzahl bis 2011 rückläufig.

## Verkehr
Gardenstown ist über eine untergeordnete Straße an das Straßennetz angeschlossen. Die B9031 bindet die Ortschaft im Osten und Westen an die von Fraserburgh nach Fochabers führende A98 an.